# Lista de ministros das Colónias e do Ultramar de Portugal

Bandeira de ministro de Portugal.

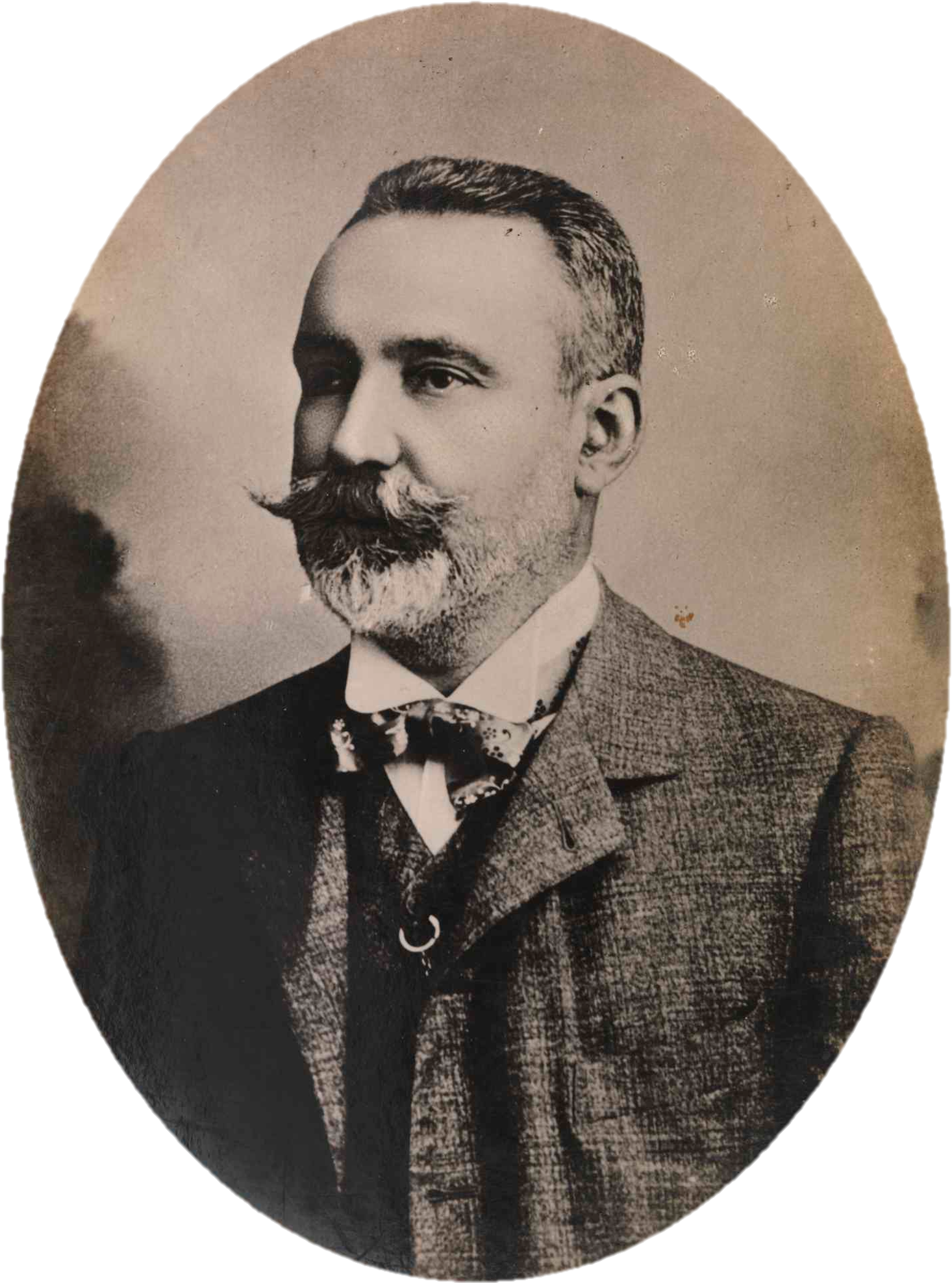
Celestino de Almeida, primeiro ministro das Colónias da República, após a separação relativamente à pasta da Marinha.

Esta é uma lista de ministros das Colónias, incluindo os anteriores ministros da Marinha e Domínios Ultramarinos (ou da Marinha e Ultramar) e, mais tarde, do Ultramar de Portugal, desde o início do Governo de D. Miguel a 26 de fevereiro de 1828 à extinção definitiva do cargo de ministro da Cooperação, a 23 de julho de 1976. A lista cobre o Miguelismo (1828-1834), a Monarquia Constitucional (1830–1910), a Primeira República (1910–1926), o período ditatorial da Ditadura Militar, Ditadura Nacional e Estado Novo (1926–1974) e início do atual período democrático (1974–1976).

## Designação
Entre 1828 e 1976, o cargo teve as seguintes designações:
- Ministro e secretário de Estado dos Negócios da Marinha e Domínios Ultramarinos, sendo usuais as designações ministro e secretário de Estado dos Negócios da Marinha e Ultramar ou, mais tarde, apenas ministro dos Negócios da Marinha e Ultramar ou apenas ministro da Marinha e Ultramar — designação usada entre 26 de fevereiro de 1828 e 5 de outubro de 1910;
- Ministro da Marinha e Colónias — designação usada entre 5 de outubro de 1910 e 4 de setembro de 1911;
- Ministro das Colónias — designação usada entre 3 de setembro de 1911 e 15 de maio de 1918;
- Secretário de Estado das Colónias — designação usada entre 15 de maio de 1918 e 16 de dezembro de 1918;
- Ministro das Colónias — designação usada entre 16 de dezembro de 1918 e 2 de agosto de 1950;
- Ministro do Ultramar — designação usada entre 2 de agosto de 1950 e 25 de abril de 1974;
- Ministro da Coordenação Interterritorial — designação usada entre 15 de maio de 1974 e 8 de agosto de 1975;
- Cargo extinto, integrado-se enquanto Secretaria de Estado da Descolonização na Presidência do Conselho de Ministros — entre 8 de agosto de 1975 e 26 de setembro de 1975
- Ministro da Cooperação — designação usada entre 26 de setembro de 1975 e 23 de julho de 1976 (de facto) ou 10 de setembro de 1976 (de jure).

## Numeração
Para efeitos de contagem, regra geral, não contam os ministros interinos em substituição de um ministro vivo e em funções. Já nos casos em que o cargo é ocupado interinamente, mas não havendo um ministro efetivamente em funções, o ministro interino conta para a numeração. Os casos em que o ministro não chega a tomar posse não são contabilizados. Os períodos em que o cargo foi ocupado por órgãos coletivos também não contam na numeração desta lista.
São contabilizados os períodos em que o ministro esteve no cargo ininterruptamente, não contando se este serve mais do que um mandato, e não contando ministros provisórios durante os respetivos mandatos. Ministros que sirvam em períodos distintos são, obviamente, distinguidos numericamente. No caso de Álvaro de Castro, cujo mandato é interrompido pelo do não empossado José Barbosa (por sua vez programado para ser substituído interinamente por Jorge de Vasconcelos Nunes, que também não foi empossado), sendo reconduzido no cargo no próprio dia, conta apenas como uma passagem pelo ministério.
A contagem dos ministros do Miguelismo é feita separadamente devido à coexistência com os ministros da Regência na Ilha Terceira.

## Lista
Legenda de cores

(para partidos e correntes políticas)
| Governo de D. Miguel (1828–1834)         | |                         |                         |                         |         |                                                                                       |
| #                                        | Ministro e secretário de Estado dos Negócios da Marinha e Ultramar (Nascimento–Morte) | Retrato                 | Início do mandato       | Fim do mandato          | Governo | Governo                                                                               |
| 1                                        | José António de Oliveira Leite de Battos, Conde de Basto (interino) (1749–1833) |                         | 26 de fevereiro de 1828 | Agosto de 1830          |         | I Cadaval                                                                             |
| 2                                        | Nuno Caetano Álvares Pereira de Melo, Duque de Cadaval (interino) (1799–1837) |                         | Agosto de 1830          | 1 de julho de 1833      |         | I Cadaval                                                                             |
| 3                                        | José António de Oliveira Leite de Battos, Conde de Basto (interino) (1749–1833) |                         | 1 de julho de 1833      | 2 de agosto de 1833     |         | II                                                                                    |
| –                                        | Cargo vago ou ocupante desconhecido |                         | 2 de agosto de 1833     | 22 de setembro de 1833  |         | II                                                                                    |
| 4                                        | António José Guião (interino) (n/d–1836) |                         | 22 de setembro de 1833  | 26 de maio de 1834      |         | III                                                                                   |
| Regência de D. Pedro (1830–1834)         | |                         |                         |                         |         |                                                                                       |
| #                                        | Ministro e secretário de Estado dos Negócios da Marinha e Ultramar (Nascimento–Morte) | Retrato                 | Início do mandato       | Fim do mandato          | Governo | Governo                                                                               |
| 1                                        | Luís da Silva Mouzinho de Albuquerque (1792–1846) |                         | 15 de março de 1830     | 14 de janeiro de 1831   |         | Gov. Reg.                                                                             |
| –                                        | António César de Vasconcelos Correia (interino) (1797–1865) |                         | 14 de janeiro de 1831   | 2 de julho de 1831      |         | Gov. Reg.                                                                             |
| 2                                        | Joaquim de Sousa Quevedo Pizarro (1777–1838) |                         | 2 de julho de 1831      | 3 de março de 1832      |         | Gov. Reg.                                                                             |
| 3                                        | Agostinho José Freire (interino) (1780–1836) |                         | 3 de março de 1832      | 29 de junho de 1832     |         | Gov. Reg.                                                                             |
| 4                                        | Luís da Silva Mouzinho de Albuquerque (2.ª vez) (1792–1846) |                         | 29 de junho de 1832     | 10 de novembro de 1832  |         | Gov. Reg.                                                                             |
| 5                                        | Bernardo de Sá Nogueira de Figueiredo (1795–1876) |                         | 10 de novembro de 1832  | 26 de abril de 1833     |         | Gov. Reg.                                                                             |
| –                                        | José da Silva Carvalho (interino) (1782–1856) |                         | 26 de março de 1833     | 21 de abril de 1833     |         | Gov. Reg.                                                                             |
| 6                                        | D. Nuno José Severo de Mendoça Rolim de Moura Barreto, Marquês de Loulé e Conde de Vale de Reis (interino) (1804–1875) |                         | 21 de abril de 1833     | 26 de julho de 1833     |         | Gov. Reg.                                                                             |
| 7                                        | Agostinho José Freire (2.ª vez; interino) (1780–1836) |                         | 26 de julho de 1833     | 15 de outubro de 1833   |         | Gov. Reg.                                                                             |
| 8                                        | Francisco Simões Margiochi (1774–1838) |                         | 15 de outubro de 1833   | 24 de setembro de 1834  |         | Gov. Reg.                                                                             |
| Monarquia Constitucional (1834–1910)     | |                         |                         |                         |         |                                                                                       |
| #                                        | Ministro e secretário de Estado dos Negócios da Marinha e Ultramar (Nascimento–Morte) | Retrato                 | Início do mandato       | Fim do mandato          | Governo | Governo                                                                               |
| 9                                        | Agostinho José Freire (3.ª vez) (1780–1836) |                         | 24 de setembro de 1834  | 16 de fevereiro de 1835 |         | I Palmela (até 28 abr. 1835) Linhares (desde 4 mai. 1835)                             |
| 10                                       | D. José Luís de Sousa Botelho Mourão e Vasconcelos, Conde de Vila Real (1785–1855) |                         | 16 de fevereiro de 1835 | 28 de abril de 1835     |         | I Palmela (até 28 abr. 1835) Linhares (desde 4 mai. 1835)                             |
| 11                                       | D. Vitório Maria Francisco de Sousa Coutinho Teixeira de Andrade Barbosa, Conde de Linhares (1790–1857) |                         | 28 de abril de 1835     | 27 de maio de 1835      |         | I Palmela (até 28 abr. 1835) Linhares (desde 4 mai. 1835)                             |
| 12                                       | D. Nuno José Severo de Mendoça Rolim de Moura Barreto, Marquês de Loulé e Conde de Vale de Reis (2.ª vez) (1804–1875) |                         | 27 de maio de 1835      | 25 de julho de 1835     |         | II Saldanha                                                                           |
| 12                                       | D. Nuno José Severo de Mendoça Rolim de Moura Barreto, Marquês de Loulé e Conde de Vale de Reis (2.ª vez) (1804–1875) | III Saldanha            | 27 de maio de 1835      | 25 de julho de 1835     |         |                                                                                       |
| 13                                       | António Aloísio Jervis de Atouguia (1797–1861) |                         | 25 de julho de 1835     | 18 de novembro de 1835  |         |                                                                                       |
| 14                                       | Bernardo de Sá Nogueira de Figueiredo, Visconde de Sá da Bandeira (2.ª vez) (1795–1876) |                         | 18 de novembro de 1835  | 20 de abril de 1836     |         | IV Loureiro                                                                           |
| 15                                       | Manuel Gonçalves de Miranda (1780–1841) |                         | 20 de abril de 1836     | 10 de setembro de 1836  |         | V Terceira                                                                            |
| –                                        | António César de Vasconcelos Correia (não empossado) (1797–1865) |                         | 10 de setembro de 1836  | 26 de outubro de 1836   |         | VI Lumiares                                                                           |
| 16                                       | D. José Manuel Inácio da Cunha e Meneses da Gama e Vasconcelos Carneiro de Sousa Portugal e Faro, Conde de Lumiares e Senhor de Vimieiro (interino) (1788–1849)                                                                                 |                         | 10 de setembro de 1836  | 4 de novembro de 1836   |         | VI Lumiares                                                                           |
| –                                        | José Xavier Bressane Leite (não empossado) (1780–1843) |                         | 4 de novembro de 1836   | 6 de novembro de 1836   |         | G. M. Valença (não empossado)                                                         |
| 17                                       | António Manuel Lopes Vieira de Castro (interino) (1766–1842) |                         | 6 de novembro de 1836   | 27 de maio de 1837      |         | VII Sá da Bandeira                                                                    |
| 18                                       | Bernardo de Sá Nogueira de Figueiredo, Visconde de Sá da Bandeira (3.ª vez; interino) (1795–1876) |                         | 27 de maio de 1837      | 1 de junho de 1837      |         | VII Sá da Bandeira                                                                    |
| 19                                       | Joaquim de Sousa Quevedo Pizarro, Visconde de Bóbeda (2.ª vez; interino) (1777–1838) |                         | 1 de junho de 1837      | 10 de agosto de 1837    |         | VIII Dias de Oliveira                                                                 |
| –                                        | Bernardo de Sá Nogueira de Figueiredo, Visconde de Sá da Bandeira (não empossado) (1795–1876) |                         | 10 de agosto de 1837    | 9 de novembro de 1837   |         | IX Sá da Bandeira                                                                     |
| –                                        | Joaquim de Sousa Quevedo Pizarro, Visconde de Bóbeda (2.ª vez continuação; interino) (1777–1838) |                         | 10 de agosto de 1837    | 25 de outubro de 1837   |         | IX Sá da Bandeira                                                                     |
| 20                                       | João Gualberto de Oliveira (interino) (1788–1852) |                         | 25 de outubro de 1837   | 9 de novembro de 1837   |         | IX Sá da Bandeira                                                                     |
| 21                                       | José Lúcio Travassos Valdez, Barão do Bonfim (1787–1862) |                         | 9 de novembro de 1837   | 9 de março de 1838      |         | IX Sá da Bandeira                                                                     |
| 22                                       | Bernardo de Sá Nogueira de Figueiredo, Visconde de Sá da Bandeira (4.ª vez; interino) (1795–1876) |                         | 9 de março de 1838      | 18 de abril de 1839     |         | IX Sá da Bandeira                                                                     |
| 23                                       | Rodrigo Pinto Pizarro de Almeida Carvalhais, Barão da Ribeira de Sabrosa (interino) (1788–1841) |                         | 18 de abril de 1839     | 25 de setembro de 1839  |         | X Sabrosa                                                                             |
| 24                                       | Francisco de Paula Aguiar Ottolini (1796–1855) |                         | 25 de setembro de 1839  | 26 de novembro de 1839  |         | X Sabrosa                                                                             |
| –                                        | José Lúcio Travassos Valdez, Conde do Bonfim (interino) (1787–1862) |                         | 26 de novembro de 1839  | 14 de dezembro de 1839  |         | XI Bonfim                                                                             |
| 25                                       | D. José Luís de Sousa Botelho Mourão e Vasconcelos, Conde de Vila Real (2.ª vez) (1815–1858) |                         | 14 de dezembro de 1839  | 28 de dezembro de 1839  |         | XI Bonfim                                                                             |
| 26                                       | José Lúcio Travassos Valdez, Conde do Bonfim (2.ª vez; interino) (1787–1862) |                         | 28 de dezembro de 1839  | 12 de março de 1841     |         | XI Bonfim                                                                             |
| 27                                       | Manuel Gonçalves de Miranda (2.ª vez) (1780–1841) |                         | 12 de março de 1841     | 1 de abril de 1841      |         | XI Bonfim                                                                             |
| 28                                       | José Lúcio Travassos Valdez, Conde do Bonfim (3.ª vez; interino) (1787–1862) |                         | 1 de abril de 1841      | 9 de junho de 1841      |         | XI Bonfim                                                                             |
| 29                                       | José Ferreira Pestana (1795–1885) |                         | 9 de junho de 1841      | 7 de fevereiro de 1842  |         | XII Aguiar                                                                            |
| 30                                       | António Aloísio Jervis de Atouguia (2.ª vez) (1797–1861) |                         | 7 de fevereiro de 1842  | 8 de fevereiro de 1842  |         | XIII Palmela                                                                          |
| –                                        | Junta Provisória de Governo composta por: António Bernardo da Costa Cabral António Vicente de Queirós, Barão da Ponte de Santa Maria Marcelino Máximo de Azevedo e Melo António Pereira dos Reis                                                |                         | 8 de fevereiro de 1842  | 9 de fevereiro de 1842  |         | ——                                                                                    |
| 31                                       | José Jorge Loureiro (1791–1860) |                         | 9 de fevereiro de 1842  | 24 de fevereiro de 1842 |         | XIV Terceira                                                                          |
| 32                                       | António José Maria Campelo (1780–1851) |                         | 24 de fevereiro de 1842 | 5 de setembro de 1842   |         | XIV Terceira                                                                          |
| –                                        | João Gualberto de Oliveira, Barão do Tojal (interino) (1788–1852) |                         | 5 de setembro de 1842   | 14 de setembro de 1842  |         | XIV Terceira                                                                          |
| 33                                       | Joaquim José Falcão (interino até 3 de maio de 1845) (1796–1863) |                         | 14 de setembro de 1842  | 20 de maio de 1846      |         | XIV Terceira                                                                          |
| 34                                       | D. António José de Sousa Manuel de Meneses Severim de Noronha, Duque da Terceira e Marquês de Vila Flor (interino) (1792–1860) |                         | 20 de maio de 1846      | 23 de maio de 1846      |         | XV Palmela                                                                            |
| –                                        | Luís da Silva Mouzinho de Albuquerque (não empossado) (1792–1846) |                         | 23 de maio de 1846      | 26 de maio de 1846      |         | XV Palmela                                                                            |
| 35                                       | José Jorge Loureiro (2.ª vez) (1791–1860) |                         | 26 de maio de 1846      | 19 de julho de 1846     |         | XV Palmela                                                                            |
| 36                                       | Luís da Silva Mouzinho de Albuquerque (3.ª vez) (1792–1846) |                         | 19 de julho de 1846     | 6 de outubro de 1846    |         | XV Palmela                                                                            |
| 37                                       | D. Manuel Francisco Zacarias de Portugal e Castro (1787–1854) |                         | 6 de outubro de 1846    | 28 de abril de 1847     |         | XVI Saldanha                                                                          |
| 38                                       | João Gualberto de Oliveira, Conde do Tojal (2.ª vez; interino) (1788–1852) |                         | 28 de abril de 1847     | 22 de agosto de 1847    |         | XVI Saldanha                                                                          |
| 39                                       | João de Fontes Pereira de Melo (1780–1856) |                         | 22 de agosto de 1847    | 18 de dezembro de 1847  |         | XVI Saldanha                                                                          |
| 40                                       | Agostinho Albano da Silveira Pinto (1785–1852) |                         | 18 de dezembro de 1847  | 29 de março de 1848     |         | XVII Saldanha                                                                         |
| 41                                       | José Joaquim Januário Lapa, Barão de Vila Nova de Ourém (1796–1859) |                         | 29 de março de 1848     | 10 de julho de 1848     |         | XVII Saldanha                                                                         |
| 42                                       | José Joaquim Gomes de Castro, Visconde de Castro (título a partir de 23 de dezembro de 1848) (interino) (1794–1878) |                         | 10 de julho de 1848     | 3 de maio de 1849       |         | XVII Saldanha                                                                         |
| 43                                       | José Joaquim Januário Lapa, Barão de Vila Nova de Ourém (2.ª vez; interino) (1796–1859) |                         | 3 de maio de 1849       | 18 de junho de 1849     |         | XVII Saldanha                                                                         |
| 44                                       | Flórido Rodrigues Pereira Ferraz (1790–1862) |                         | 18 de junho de 1849     | 1 de maio de 1851       |         | XVIII Tomar                                                                           |
| 44                                       | Flórido Rodrigues Pereira Ferraz (1790–1862) | XIX Terceira            | 18 de junho de 1849     | 1 de maio de 1851       |         |                                                                                       |
| 45                                       | Fernando da Fonseca Mesquita e Sola, Barão de Francos (interino) (1795–1857) |                         | 1 de maio de 1851       | 17 de maio de 1851      |         | XX Saldanha                                                                           |
| 46                                       | Joaquim António Velez Barreiros, Barão de Nossa Senhora da Luz (interino) (1803–1865) |                         | 17 de maio de 1851      | 22 de maio de 1851      |         | XX Saldanha                                                                           |
| 47                                       | D. Nuno José Severo de Mendoça Rolim de Moura Barreto, Marquês de Loulé e Conde de Vale de Reis (3.ª vez) (1804–1875) |                         | 22 de maio de 1851      | 7 de julho de 1851      |         | XXI Saldanha                                                                          |
| 48                                       | António Maria de Fontes Pereira de Melo (1819–1887) |                         | 7 de julho de 1851      | 4 de março de 1852      |         | XXI Saldanha                                                                          |
| 49                                       | António Aloísio Jervis de Atouguia, Visconde de Atouguia (título a partir de 15 de março de 1853) (3.ª vez) (1797–1861) |                         | 4 de março de 1852      | 6 de junho de 1856      |         | XXI Saldanha                                                                          |
| 50                                       | Bernardo de Sá Nogueira de Figueiredo, Visconde de Sá da Bandeira (5.ª vez) (1795–1876) |                         | 6 de junho de 1856      | 16 de março de 1859     |         | XXII Loulé                                                                            |
| 51                                       | Adriano Maurício Guilherme Ferreri (1798–1860) |                         | 16 de março de 1859     | 12 de março de 1860     |         | XXIII Terceira                                                                        |
| 52                                       | António Maria de Fontes Pereira de Melo (2.ª vez; interino) (1819–1887) |                         | 12 de março de 1860     | 1 de maio de 1860       |         | XXIII Terceira                                                                        |
| 53                                       | José Marcelino de Sá Vargas (1802–1876) |                         | 1 de maio de 1860       | 4 de julho de 1860      |         | XXIV Aguiar                                                                           |
| 54                                       | Carlos Bento da Silva (1812–1891) |                         | 4 de julho de 1860      | 21 de fevereiro de 1862 |         | XXV Loulé                                                                             |
| 55                                       | José da Silva Mendes Leal Júnior (1820–1886) |                         | 21 de fevereiro de 1862 | 12 de dezembro de 1864  |         | XXV Loulé                                                                             |
| 56                                       | João Crisóstomo de Abreu e Sousa (interino) (1811–1895) |                         | 12 de dezembro de 1864  | 5 de março de 1865      |         | XXV Loulé                                                                             |
| 57                                       | D. Nuno José Severo de Mendoça Rolim de Moura Barreto, Duque de Loulé e Conde de Vale de Reis (4.ª vez) (1804–1875) |                         | 5 de março de 1865      | 17 de abril de 1865     |         | XXV Loulé                                                                             |
| 58                                       | Bernardo de Sá Nogueira de Figueiredo, Marquês de Sá da Bandeira (6.ª vez; interino) (1795–1876) |                         | 17 de abril de 1865     | 4 de setembro de 1865   |         | XXVI Sá da Bandeira                                                                   |
| 59                                       | Isidoro Francisco Guimarães, Visconde da Praia Grande de Macau (1808–1883) |                         | 4 de setembro de 1865   | 4 de janeiro de 1868    |         | XXVII Aguiar                                                                          |
| 60                                       | José Rodrigues Coelho do Amaral (1808–1873) |                         | 4 de janeiro de 1868    | 22 de julho de 1868     |         | XXVIII Ávila                                                                          |
| 61                                       | José Maria Latino Coelho (1825–1891) |                         | 22 de julho de 1868     | 11 de agosto de 1869    |         | XXIX Sá da Bandeira                                                                   |
| 62                                       | Luís Augusto Rebelo da Silva (1822–1871) |                         | 11 de agosto de 1869    | 20 de maio de 1870      |         | XXX Loulé                                                                             |
| 63                                       | D. João Carlos Gregório Domingos Vicente Francisco de Saldanha Oliveira e Daun, Duque de Saldanha (interino) (1790–1876) |                         | 20 de maio de 1870      | 26 de maio de 1870      |         | XXXI Saldanha                                                                         |
| 64                                       | D. António da Costa de Sousa de Macedo (1824–1892) |                         | 26 de maio de 1870      | 22 de junho de 1870     |         | XXXI Saldanha                                                                         |
| 65                                       | D. Luís da Câmara Leme (1819–1904) |                         | 22 de junho de 1870     | 29 de agosto de 1870    |         | XXXI Saldanha                                                                         |
| 66                                       | Bernardo de Sá Nogueira de Figueiredo, Marquês de Sá da Bandeira (7.ª vez; interino) (1795–1876) |                         | 29 de agosto de 1870    | 29 de outubro de 1870   |         | XXXII Sá da Bandeira                                                                  |
| 67                                       | José Eduardo de Melo Gouveia (1815–1893) |                         | 29 de outubro de 1870   | 13 de setembro de 1871  |         | XXXIII Ávila                                                                          |
| 68                                       | Jaime Constantino de Freitas Moniz (1837–1917) |                         | 13 de setembro de 1871  | 8 de maio de 1872       |         | XXXIV Fontes Pereira de Melo                                                          |
| –                                        | João de Andrade Corvo (interino) (1824–1890) |                         | 8 de maio de 1872       | N/d de maio de 1872     |         | XXXIV Fontes Pereira de Melo                                                          |
| –                                        | Jaime Constantino de Freitas Moniz (continuação) (1837–1917) |                         | N/d de maio de 1872     | 19 de novembro de 1872  |         | XXXIV Fontes Pereira de Melo                                                          |
| 69                                       | João de Andrade Corvo (interino) (1824–1890) |                         | 19 de novembro de 1872  | 20 de agosto de 1875    |         | XXXIV Fontes Pereira de Melo                                                          |
| –                                        | António Maria de Fontes Pereira de Melo (interino) (1819–1887) |                         | 20 de agosto de 1875    | 6 de setembro de 1875   |         | XXXIV Fontes Pereira de Melo                                                          |
| –                                        | João de Andrade Corvo (interino; continuação) (1824–1890) |                         | 6 de setembro de 1875   | 7 de agosto de 1876     |         | XXXIV Fontes Pereira de Melo                                                          |
| –                                        | António Maria de Fontes Pereira de Melo (interino) (1819–1887) |                         | 7 de agosto de 1876     | 1 de setembro de 1876   |         | XXXIV Fontes Pereira de Melo                                                          |
| –                                        | João de Andrade Corvo (interino; continuação) (1824–1890) |                         | 1 de setembro de 1876   | 5 de março de 1877      |         | XXXIV Fontes Pereira de Melo                                                          |
| 70                                       | José Eduardo de Melo Gouveia (2.ª vez) (1815–1893) |                         | 5 de março de 1877      | 29 de janeiro de 1878   |         | XXXV Ávila                                                                            |
| 71                                       | Tomás António Ribeiro Ferreira (1831–1901) |                         | 29 de janeiro de 1878   | 16 de maio de 1879      |         | XXXVI Fontes Pereira de Melo                                                          |
| –                                        | João de Andrade Corvo (interino) (1824–1890) |                         | 16 de maio de 1879      | 1 de junho de 1879      |         | XXXVI Fontes Pereira de Melo                                                          |
| 72                                       | D. António Maria José de Melo César e Meneses, Marquês de Sabugosa e Conde de São Lourenço (1825–1897) |                         | 1 de junho de 1879      | 17 de junho de 1880     |         | XXXVII Braamcamp                                                                      |
| 73                                       | Anselmo José Braamcamp de Almeida Castelo Branco (interino) (1817–1885) |                         | 17 de junho de 1880     | 3 de julho de 1880      |         | XXXVII Braamcamp                                                                      |
| 74                                       | Januário Correia de Almeida, Visconde de São Januário (1829–1901) |                         | 3 de julho de 1880      | 25 de março de 1881     |         | XXXVII Braamcamp                                                                      |
| 75                                       | Júlio Marques de Vilhena (1845–1928) |                         | 25 de março de 1881     | 14 de novembro de 1881  |         | XXXVIII Rodrigues Sampaio                                                             |
| 76                                       | José Eduardo de Melo Gouveia (3.ª vez) (1815–1893) |                         | 14 de novembro de 1881  | 30 de janeiro de 1883   |         | XXXIX Fontes Pereira de Melo                                                          |
| 77                                       | José Vicente Barbosa du Bocage (1823–1907) |                         | 30 de janeiro de 1883   | 14 de julho de 1883     |         | XXXIX Fontes Pereira de Melo                                                          |
| –                                        | Júlio Marques de Vilhena (interino) (1845–1928) |                         | 14 de julho de 1883     | 23 de agosto de 1883    |         | XXXIX Fontes Pereira de Melo                                                          |
| –                                        | José Vicente Barbosa du Bocage (continuação) (1823–1907) |                         | 23 de agosto de 1883    | 24 de outubro de 1883   |         | XXXIX Fontes Pereira de Melo                                                          |
| 78                                       | Manuel Joaquim Pinheiro Chagas (1842–1895) |                         | 24 de outubro de 1883   | 20 de fevereiro de 1886 |         | XL Fontes Pereira de Melo                                                             |
| 79                                       | Henrique de Macedo Pereira Coutinho (1843–1910) |                         | 20 de fevereiro de 1886 | 5 de agosto de 1886     |         | XLI J. L. Castro                                                                      |
| –                                        | Henrique de Barros Gomes (interino) (1843–1898) |                         | 5 de agosto de 1886     | 27 de setembro de 1886  |         | XLI J. L. Castro                                                                      |
| –                                        | Henrique de Macedo Pereira Coutinho (continuação) (1843–1910) |                         | 27 de setembro de 1886  | 9 de maio de 1887       |         | XLI J. L. Castro                                                                      |
| 80                                       | Henrique de Barros Gomes (interino) (1843–1898) |                         | 9 de maio de 1887       | 15 de setembro de 1887  |         | XLI J. L. Castro                                                                      |
| 81                                       | Henrique de Macedo Pereira Coutinho (2.ª vez) (1843–1910) |                         | 15 de setembro de 1887  | 13 de julho de 1888     |         | XLI J. L. Castro                                                                      |
| 82                                       | Henrique de Barros Gomes (2.ª vez; interino) (1843–1898) |                         | 13 de julho de 1888     | 23 de fevereiro de 1889 |         | XLI J. L. Castro                                                                      |
| 83                                       | Frederico Ressano Garcia (1847–1911) |                         | 23 de fevereiro de 1889 | 14 de janeiro de 1890   |         | XLI J. L. Castro                                                                      |
| 84                                       | João Marcelino Arroio (1861–1930) |                         | 14 de janeiro de 1890   | 5 de abril de 1890      |         | XLII Serpa                                                                            |
| 85                                       | Júlio Marques de Vilhena (2.ª vez) (1845–1928) |                         | 5 de abril de 1890      | 13 de outubro de 1890   |         | XLII Serpa                                                                            |
| 86                                       | António José de Orta Enes (1848–1901) |                         | 13 de outubro de 1890   | 21 de maio de 1891      |         | XLIII Crisóstomo                                                                      |
| 87                                       | Júlio Marques de Vilhena (3.ª vez) (1845–1928) |                         | 21 de maio de 1891      | 30 de julho de 1891     |         | XLIV Crisóstomo                                                                       |
| –                                        | Joaquim Tomás Lobo de Ávila, Conde de Valbom (interino) (1822–1901) |                         | 30 de julho de 1891     | 3 de setembro de 1891   |         | XLIV Crisóstomo                                                                       |
| –                                        | Júlio Marques de Vilhena (3.ª vez continuação) (1845–1928) |                         | 3 de setembro de 1891   | 17 de janeiro de 1892   |         | XLIV Crisóstomo                                                                       |
| 88                                       | Francisco Joaquim Ferreira do Amaral (1844–1923) |                         | 17 de janeiro de 1892   | 22 de fevereiro de 1893 |         | XLV Dias Ferreira                                                                     |
| 88                                       | Francisco Joaquim Ferreira do Amaral (1844–1923) | XLVI Dias Ferreira      | 17 de janeiro de 1892   | 22 de fevereiro de 1893 |         |                                                                                       |
| 89                                       | João António de Brissac das Neves Ferreira (1846–1902) |                         | 22 de fevereiro de 1893 | 16 de janeiro de 1895   |         | XLVII Hintze Ribeiro                                                                  |
| 90                                       | José Bento Ferreira de Almeida (1847–1902) |                         | 16 de janeiro de 1895   | 26 de novembro de 1895  |         | XLVII Hintze Ribeiro                                                                  |
| 91                                       | Jacinto Cândido da Silva (1857–1926) |                         | 26 de novembro de 1895  | 7 de fevereiro de 1897  |         | XLVII Hintze Ribeiro                                                                  |
| 92                                       | Henrique de Barros Gomes (3.ª vez) (1843–1898) |                         | 7 de fevereiro de 1897  | 29 de agosto de 1897    |         | XLVIII J. L. Castro                                                                   |
| –                                        | Francisco António da Veiga Beirão (interino) (1841–1916) |                         | 28 de agosto de 1897    | 16 de outubro de 1897   |         | XLVIII J. L. Castro                                                                   |
| –                                        | Henrique de Barros Gomes (3.ª vez continuação) (1843–1898) |                         | 16 de outubro de 1897   | 8 de novembro de 1897   |         | XLVIII J. L. Castro                                                                   |
| 93                                       | Francisco Felisberto Dias Costa (1853–1913) |                         | 8 de novembro de 1897   | 18 de agosto de 1898    |         | XLVIII J. L. Castro                                                                   |
| 94                                       | António Eduardo Vilaça (1852–1914) |                         | 18 de agosto de 1898    | 25 de junho de 1900     |         | XLIX J. L. Castro                                                                     |
| 95                                       | António Teixeira de Sousa (1857–1917) |                         | 25 de junho de 1900     | 28 de fevereiro de 1903 |         | L Hintze Ribeiro                                                                      |
| 96                                       | Manuel Rafael Gorjão Henriques (1846–1918) |                         | 28 de fevereiro de 1903 | 20 de outubro de 1904   |         | LI Hintze Ribeiro                                                                     |
| 97                                       | Manuel António Moreira Júnior (1866–1953) |                         | 20 de outubro de 1904   | 20 de março de 1906     |         | LII J. L. Castro                                                                      |
| 97                                       | Manuel António Moreira Júnior (1866–1953) | LIII J. L. Castro       | 20 de outubro de 1904   | 20 de março de 1906     |         |                                                                                       |
| 98                                       | António de Azevedo Castelo Branco (1842–1916) |                         | 20 de março de 1906     | 19 de maio de 1906      |         | LIV Hintze Ribeiro                                                                    |
| 99                                       | Aires de Ornelas e Vasconcelos (1866–1930) |                         | 19 de maio de 1906      | 27 de junho de 1907     |         | LV Franco                                                                             |
| –                                        | António Carlos Coelho de Vasconcelos Porto (interino) (1855–1924) |                         | 27 de junho de 1907     | 28 de setembro de 1907  |         | LV Franco                                                                             |
| –                                        | Aires de Ornelas e Vasconcelos (continuação) (1866–1930) |                         | 28 de setembro de 1907  | 4 de fevereiro de 1908  |         | LV Franco                                                                             |
| 100                                      | Augusto Vidal de Castilho Barreto e Noronha (1841–1912) |                         | 4 de fevereiro de 1908  | 25 de dezembro de 1908  |         | LVI Ferreira do Amaral                                                                |
| 101                                      | António Ferreira Cabral Pais do Amaral (1863–1956) |                         | 25 de dezembro de 1908  | 11 de abril de 1909     |         | LVII Campos Henriques                                                                 |
| 102                                      | João António de Azevedo Coutinho Fragoso de Sequeira (1865–1944) |                         | 11 de abril de 1909     | 14 de maio de 1909      |         | LVIII Teles                                                                           |
| 103                                      | Manuel da Terra Pereira e Viana (1856–1935) |                         | 14 de maio de 1909      | 22 de dezembro de 1909  |         | LIX Lima                                                                              |
| 104                                      | João António de Azevedo Coutinho Fragoso de Sequeira (2.ª vez) (1865–1944) |                         | 22 de dezembro de 1909  | 26 de junho de 1910     |         | LX Veiga Beirão                                                                       |
| 105                                      | José Ferreira Marnoco e Sousa (1869–1916) |                         | 26 de junho de 1910     | 5 de outubro de 1910    |         | LXI Teixeira de Sousa                                                                 |
| Primeira República (1911–1926)           | |                         |                         |                         |         |                                                                                       |
| #                                        | Ministro da Marinha e Colónias (Nascimento–Morte) | Retrato                 | Início do mandato       | Fim do mandato          | Governo | Governo                                                                               |
| Governo Provisório (1910–1911)           | |                         |                         |                         |         |                                                                                       |
| 106                                      | Amaro Justiniano de Azevedo Gomes (1852–1928) |                         | 5 de outubro de 1910    | 3 de setembro de 1911   |         | Gov. Prov. (I) Braga                                                                  |
| #                                        | Ministro das Colónias (Nascimento–Morte) | Retrato                 | Início do mandato       | Fim do mandato          | Governo | Governo                                                                               |
| 107                                      | Celestino Germano Pais de Almeida (1861–1922) |                         | 4 de setembro de 1911   | 12 de novembro de 1911  |         | II Chagas                                                                             |
| 108                                      | José de Freitas Ribeiro (1868–1929) |                         | 12 de novembro de 1911  | 25 de janeiro de 1912   |         | III Vasconcelos                                                                       |
| 109                                      | António Caetano Macieira Júnior (interino) (1875–1918) |                         | 25 de janeiro de 1912   | 29 de janeiro de 1912   |         | III Vasconcelos                                                                       |
| 110                                      | Joaquim Basílio Cerveira e Sousa de Albuquerque e Castro (1853–1925) |                         | 29 de janeiro de 1912   | 9 de janeiro de 1913    |         | III Vasconcelos                                                                       |
| 110                                      | Joaquim Basílio Cerveira e Sousa de Albuquerque e Castro (1853–1925) | IV Leite                | 29 de janeiro de 1912   | 9 de janeiro de 1913    |         |                                                                                       |
| 111                                      | Artur Rodrigues de Almeida Ribeiro (1865–1943) |                         | 9 de janeiro de 1913    | 9 de fevereiro de 1914  |         | V Costa                                                                               |
| 112                                      | Alfredo Augusto Lisboa de Lima (1867–1935) |                         | 9 de fevereiro de 1914  | 12 de dezembro de 1914  |         | VI Machado                                                                            |
| 112                                      | Alfredo Augusto Lisboa de Lima (1867–1935) | VII Machado             | 9 de fevereiro de 1914  | 12 de dezembro de 1914  |         |                                                                                       |
| 113                                      | Alfredo Rodrigues Gaspar (1865–1938) |                         | 12 de dezembro de 1914  | 25 de janeiro de 1915   |         | VIII Azevedo Coutinho                                                                 |
| 114                                      | José Joaquim Pereira Pimenta de Castro (interino) (1846–1918) |                         | 25 de janeiro de 1915   | 28 de janeiro de 1915   |         | IX Pimenta de Castro                                                                  |
| 115                                      | Teófilo José da Trindade (1856–1936) |                         | 28 de janeiro de 1915   | 10 de março de 1915     |         | IX Pimenta de Castro                                                                  |
| 116                                      | José Maria Teixeira Guimarães (1845–1915) |                         | 10 de março de 1915     | 14 de maio de 1915      |         | IX Pimenta de Castro                                                                  |
| –                                        | Junta Constitucional composta por: José Maria Mendes Ribeiro Norton de Matos António Maria da Silva José de Freitas Ribeiro Alfredo Ernesto de Sá Cardoso Álvaro Xavier de Castro                                                               |                         | 14 de maio de 1915      | 15 de maio de 1915      |         | ——                                                                                    |
| 117                                      | José Jorge Pereira (1865–1932) |                         | 15 de maio de 1915      | 19 de junho de 1915     |         | X Chagas (até 29 mai. 1915) (não empossado) J. Castro (desde 17 mai. 1915) (interino) |
| 118                                      | José Maria Mendes Ribeiro Norton de Matos (1867–1955) |                         | 19 de junho de 1915     | 22 de julho de 1915     |         | XI J. Castro                                                                          |
| 119                                      | Alfredo Rodrigues Gaspar (2.ª vez) (1865–1938) |                         | 22 de julho de 1915     | 15 de março de 1916     |         | XI J. Castro                                                                          |
| 119                                      | Alfredo Rodrigues Gaspar (2.ª vez) (1865–1938) | XII Costa               | 22 de julho de 1915     | 15 de março de 1916     |         |                                                                                       |
| 120                                      | António José de Almeida (1866–1929) |                         | 15 de março de 1916     | 4 de setembro de 1916   |         | XIII Almeida                                                                          |
| –                                        | Afonso Augusto da Costa (interino) (1871–1937) |                         | 4 de setembro de 1916   | 5 de outubro de 1916    |         | XIII Almeida                                                                          |
| –                                        | António José de Almeida (continuação) (1866–1929) |                         | 5 de outubro de 1916    | 25 de abril de 1917     |         | XIII Almeida                                                                          |
| 121                                      | Ernesto Jardim de Vilhena (1876–1967) |                         | 25 de abril de 1917     | 8 de dezembro de 1917   |         | XIV Costa                                                                             |
| –                                        | Junta Revolucionária composta por: Sidónio Bernardino Cardoso da Silva Pais (Presidente) António Maria de Azevedo Machado Santos (Vogal) José Feliciano da Costa Júnior (Vogal)                                                                 |                         | 8 de dezembro de 1917   | 11 de dezembro de 1917  |         | ——                                                                                    |
| 122                                      | João Tamagnini de Sousa Barbosa (1883–1948) |                         | 11 de dezembro de 1917  | 15 de maio de 1918      |         | XV Pais                                                                               |
| #                                        | Secretário de Estado das Colónias (Nascimento–Morte) | Retrato                 | Início do mandato       | Fim do mandato          | Governo | Governo                                                                               |
| 123                                      | Alexandre José Botelho de Vasconcelos e Sá (1872–1929) |                         | 15 de maio de 1918      | 16 de dezembro de 1918  |         | XVI Pais (até 14 dez. 1918) Canto e Castro (desde 15 dez. 1918)                       |
| #                                        | Ministro das Colónias (Nascimento–Morte) | Retrato                 | Início do mandato       | Fim do mandato          |         | XVI Pais (até 14 dez. 1918) Canto e Castro (desde 15 dez. 1918)                       |
| –                                        | Alexandre José Botelho de Vasconcelos e Sá (continuação) (1872–1929) |                         | 16 de dezembro de 1918  | 23 de dezembro de 1918  |         | XVI Pais (até 14 dez. 1918) Canto e Castro (desde 15 dez. 1918)                       |
| 124                                      | Alfredo Baptista Coelho (1865–1952) |                         | 23 de dezembro de 1918  | 27 de janeiro de 1919   |         | XVII Tamagnini Barbosa                                                                |
| 124                                      | Alfredo Baptista Coelho (1865–1952) | XVIII Tamagnini Barbosa | 23 de dezembro de 1918  | 27 de janeiro de 1919   |         |                                                                                       |
| 125                                      | José Carlos da Maia (1878–1921) |                         | 27 de janeiro de 1919   | 21 de março de 1919     |         | XIX Relvas                                                                            |
| 126                                      | Domingos Leite Pereira (interino) (1882–1956) |                         | 21 de março de 1919     | 30 de março de 1919     |         | XIX Relvas                                                                            |
| 127                                      | João Lopes Soares (1878–1970) |                         | 30 de março de 1919     | 29 de junho de 1919     |         | XX Pereira                                                                            |
| 128                                      | Alfredo Rodrigues Gaspar (3.ª vez) (1865–1938) |                         | 29 de junho de 1919     | 3 de janeiro de 1920    |         | XXI Sá Cardoso                                                                        |
| –                                        | Alfredo Ernesto de Sá Cardoso (interino) (1864–1950) |                         | 3 de janeiro de 1920    | 7 de janeiro de 1920    |         | XXI Sá Cardoso                                                                        |
| 129                                      | Álvaro Xavier de Castro (1878–1928) |                         | 7 de janeiro de 1920    | 15 de janeiro de 1920   |         | XXI Sá Cardoso                                                                        |
| –                                        | José Nozolini Barbosa (não empossado) (1869–1923) |                         | 15 de janeiro de 1920   | 15 de janeiro de 1920   |         | XXII Fernandes Costa (não empossado)                                                  |
| –                                        | Jorge de Vasconcelos Nunes (não empossado; interino) (1878–1936) |                         | 15 de janeiro de 1920   | 15 de janeiro de 1920   |         | XXII Fernandes Costa (não empossado)                                                  |
| –                                        | Álvaro Xavier de Castro (reconduzido) (1878–1928) |                         | 15 de janeiro de 1920   | 21 de janeiro de 1920   |         | XXI Sá Cardoso                                                                        |
| –                                        | Celestino Germano Pais de Almeida (interino) (1861–1922) |                         | 21 de janeiro de 1920   | 25 de janeiro de 1920   |         | XXIII Pereira                                                                         |
| 130                                      | José Nozolini Barbosa (1869–1923) |                         | 25 de janeiro de 1920   | 8 de março de 1920      |         | XXIII Pereira                                                                         |
| 131                                      | Fernando Pais Teles de Utra Machado (1882–1949) |                         | 8 de março de 1920      | 26 de junho de 1920     |         | XXIV Baptista (até 6 jun. 1920) Ramos Preto (desde 6 jun. 1920)                       |
| 132                                      | Vasco Guedes de Vasconcelos (1880–1960) |                         | 26 de junho de 1920     | 19 de julho de 1920     |         | XXV Silva                                                                             |
| 133                                      | Manuel Ferreira da Rocha (1885–1951) |                         | 19 de julho de 1920     | 20 de novembro de 1920  |         | XXVI Granjo                                                                           |
| 134                                      | Jaime Júlio Velho Cabral Botelho de Sousa (1875–1946) |                         | 20 de novembro de 1920  | 30 de novembro de 1920  |         | XXVII A. Castro                                                                       |
| 135                                      | António de Paiva Gomes (1878–1939) |                         | 30 de novembro de 1920  | 23 de maio de 1921      |         | XXVIII Pinto                                                                          |
| 135                                      | António de Paiva Gomes (1878–1939) | XXIX Machado            | 30 de novembro de 1920  | 23 de maio de 1921      |         |                                                                                       |
| 136                                      | Tomé José de Barros Queirós (interino) (1872–1926) |                         | 23 de maio de 1921      | 24 de maio de 1921      |         | XXX Barros Queirós                                                                    |
| 137                                      | Celestino Germano Pais de Almeida (2.ª vez) (1861–1922) |                         | 24 de maio de 1921      | 30 de agosto de 1921    |         | XXX Barros Queirós                                                                    |
| 138                                      | Manuel Ferreira da Rocha (2.ª vez) (1885–1951) |                         | 30 de agosto de 1921    | 19 de outubro de 1921   |         | XXXI Granjo                                                                           |
| –                                        | Carlos Henrique da Silva Maia Pinto (não empossado) (1866–1932) |                         | 19 de outubro de 1921   | 21 de outubro de 1921   |         | XXXII Coelho                                                                          |
| –                                        | José Eduardo de Carvalho Crato (não empossado) (1877–1947) |                         | 21 de outubro de 1921   | 21 de outubro de 1921   |         | XXXII Coelho                                                                          |
| 139                                      | Manuel Maria Coelho (interino) (1857–1943) |                         | 21 de outubro de 1921   | 22 de outubro de 1921   |         | XXXII Coelho                                                                          |
| 140                                      | Carlos Henrique da Silva Maia Pinto (1866–1932) |                         | 22 de outubro de 1921   | 5 de novembro de 1921   |         | XXXII Coelho                                                                          |
| 141                                      | Tomás Wylie Fernandes (1883–1967) |                         | 5 de novembro de 1921   | 16 de dezembro de 1921  |         | XXXIII Maia Pinto                                                                     |
| 142                                      | Francisco da Cunha Rego Chaves (1881–1941) |                         | 16 de dezembro de 1921  | 6 de fevereiro de 1922  |         | XXXIV Cunha Leal                                                                      |
| 143                                      | Alfredo Rodrigues Gaspar (4.ª vez) (1865–1938) |                         | 6 de fevereiro de 1922  | 15 de novembro de 1923  |         | XXXV Silva                                                                            |
| 143                                      | Alfredo Rodrigues Gaspar (4.ª vez) (1865–1938) | XXXVI Silva             | 6 de fevereiro de 1922  | 15 de novembro de 1923  |         |                                                                                       |
| 143                                      | Alfredo Rodrigues Gaspar (4.ª vez) (1865–1938) | XXXVII Silva            | 6 de fevereiro de 1922  | 15 de novembro de 1923  |         |                                                                                       |
| 144                                      | António Vicente Ferreira (1874–1953) |                         | 15 de novembro de 1923  | 18 de dezembro de 1923  |         | XXXVIII Ginestal Machado                                                              |
| 145                                      | Álvaro Xavier de Castro (2.ª vez) (1878–1928) |                         | 18 de dezembro de 1923  | 28 de dezembro de 1923  |         | XXXIX A. Castro                                                                       |
| 146                                      | Mariano Martins (1880–1943) |                         | 28 de dezembro de 1923  | 6 de julho de 1924      |         | XXXIX A. Castro                                                                       |
| 147                                      | Álvaro António Bulhão Pato (1860–1936) |                         | 6 de julho de 1924      | 22 de novembro de 1924  |         | XL Rodrigues Gaspar                                                                   |
| 148                                      | Carlos Eugénio de Vasconcelos (1883–1928) |                         | 22 de novembro de 1924  | 15 de fevereiro de 1925 |         | XLI Domingues dos Santos                                                              |
| –                                        | António de Paiva Gomes (não empossado) (1878–1939) |                         | 15 de fevereiro de 1925 | 16 de fevereiro de 1925 |         | XLII Guimarães                                                                        |
| 149                                      | Henrique Monteiro Correia da Silva "Paço d'Arcos" (1878–1935) |                         | 16 de fevereiro de 1925 | 1 de julho de 1925      |         | XLII Guimarães                                                                        |
| 150                                      | Filémon da Silveira Duarte de Almeida (1882–1962) |                         | 1 de julho de 1925      | 1 de agosto de 1925     |         | XLIII Silva                                                                           |
| 151                                      | Isidoro Pedro Leger Pereira Leite (1866–1944) |                         | 1 de agosto de 1925     | 22 de setembro de 1925  |         | XLIV Pereira                                                                          |
| –                                        | Domingos Leite Pereira (interino) (1882–1956) |                         | 22 de setembro de 1925  | 30 de outubro de 1925   |         | XLIV Pereira                                                                          |
| 152                                      | Ernesto Maria Vieira da Rocha (1872–1952) |                         | 30 de outubro de 1925   | 29 de maio de 1926      |         | XLIV Pereira                                                                          |
| 152                                      | Ernesto Maria Vieira da Rocha (1872–1952) | XLV Silva               | 30 de outubro de 1925   | 29 de maio de 1926      |         |                                                                                       |
| Segunda República (1926–1974)            | |                         |                         |                         |         |                                                                                       |
| #                                        | Ministro das Colónias (Nascimento–Morte) | Retrato                 | Início do mandato       | Fim do mandato          | Governo | Governo                                                                               |
| Ditadura Militar (1926–1928)             | |                         |                         |                         |         |                                                                                       |
| –                                        | Junta de Salvação Pública composta por: José Mendes Cabeçadas Júnior (Presidente) Armando Humberto da Gama Ochoa Jaime Pereira Rodrigues Baptista Carlos de Jesus Vilhena                                                                       |                         | 29 de maio de 1926      | 30 de maio de 1926      |         | ——                                                                                    |
| 153                                      | José Mendes Cabeçadas Júnior (interino) (1883–1965) |                         | 30 de maio de 1926      | 1 de junho de 1926      |         | I Mendes Cabeçadas                                                                    |
| 154                                      | Manuel de Oliveira Gomes da Costa (não empossado até 3 de junho; interino) (1863–1929) |                         | 1 de junho de 1926      | 19 de junho de 1926     |         | I Mendes Cabeçadas                                                                    |
| 154                                      | Manuel de Oliveira Gomes da Costa (não empossado até 3 de junho; interino) (1863–1929) | II Gomes da Costa       | 1 de junho de 1926      | 19 de junho de 1926     |         |                                                                                       |
| 155                                      | Armando Humberto da Gama Ochoa (1877–1941) |                         | 19 de junho de 1926     | 6 de julho de 1926      |         |                                                                                       |
| 156                                      | João de Almeida (1873–1953) |                         | 6 de julho de 1926      | 9 de julho de 1926      |         |                                                                                       |
| 157                                      | João Belo (1878–1928) |                         | 9 de julho de 1926      | 28 de novembro de 1927  |         | III Carmona                                                                           |
| 158                                      | Artur Ivens Ferraz (interino entre 28 de novembro e 5 de janeiro) (1870–1933) |                         | 28 de novembro de 1927  | 24 de fevereiro de 1928 |         | III Carmona                                                                           |
| –                                        | Agnelo Portela (interino) (1869–1935) |                         | 24 de fevereiro de 1928 | 18 de abril de 1928     |         | III Carmona                                                                           |
| Ditadura Nacional (1928–1933)            | |                         |                         |                         |         |                                                                                       |
| –                                        | José Tristão de Bettencourt (não empossado) (1880–1954) |                         | 18 de abril de 1928     | 25 de abril de 1928     |         | IV Freitas                                                                            |
| 159                                      | José Bacelar Bebiano (interino até 11 de junho) (1894–1967) |                         | 25 de abril de 1928     | 18 de maio de 1929      |         | IV Freitas                                                                            |
| 159                                      | José Bacelar Bebiano (interino até 11 de junho) (1894–1967) | V Freitas               | 25 de abril de 1928     | 18 de maio de 1929      |         |                                                                                       |
| –                                        | Aníbal de Mesquita Guimarães (interino) (1882–1952) |                         | 18 de maio de 1929      | 8 de julho de 1929      |         |                                                                                       |
| –                                        | José Bacelar Bebiano (interino; continuação) (1894–1967) |                         | 8 de julho de 1929      | 20 de julho de 1929     |         | VI Ivens Ferraz                                                                       |
| 160                                      | Eduardo Augusto Marques (1867–1944) |                         | 20 de julho de 1929     | 21 de janeiro de 1930   |         | VI Ivens Ferraz                                                                       |
| 161                                      | António de Oliveira Salazar (interino) (1889–1970) |                         | 21 de janeiro de 1930   | 29 de julho de 1930     |         | VII Oliveira                                                                          |
| 162                                      | Eduardo Augusto Marques (2.ª vez) (1867–1944) |                         | 29 de julho de 1930     | 3 de novembro de 1930   |         | VII Oliveira                                                                          |
| –                                        | António de Oliveira Salazar (interino) (1889–1970) |                         | 3 de novembro de 1930   | 6 de novembro de 1930   |         | VII Oliveira                                                                          |
| –                                        | Eduardo Augusto Marques (2.ª vez continuação) (1867–1944) |                         | 6 de novembro de 1930   | 31 de janeiro de 1931   |         | VII Oliveira                                                                          |
| 163                                      | Armindo Rodrigues de Sttau Monteiro (1896–1955) |                         | 31 de janeiro de 1931   | 7 de novembro de 1931   |         | VII Oliveira                                                                          |
| –                                        | Luís António de Magalhães Correia (interino) (1873–1960) |                         | 7 de novembro de 1931   | 2 de dezembro de 1931   |         | VII Oliveira                                                                          |
| –                                        | Armindo Rodrigues de Sttau Monteiro (continuação) (1896–1955) |                         | 2 de dezembro de 1931   | 23 de abril de 1932     |         | VII Oliveira                                                                          |
| –                                        | Henrique Linhares de Lima (interino) (1876–1953) |                         | 23 de abril de 1932     | 5 de julho de 1932      |         | VII Oliveira                                                                          |
| –                                        | Manuel Rodrigues Júnior (interino) (1889–1946) |                         | 5 de julho de 1932      | 19 de setembro de 1932  |         | VIII Oliveira Salazar                                                                 |
| –                                        | Armindo Rodrigues de Sttau Monteiro (continuação) (1896–1955) |                         | 19 de setembro de 1932  | 11 de abril de 1933     |         | VIII Oliveira Salazar                                                                 |
| Estado Novo (1933–1974)                  | |                         |                         |                         |         |                                                                                       |
| –                                        | Armindo Rodrigues de Sttau Monteiro (continuação) (1896–1955) |                         | 11 de abril de 1933     | 20 de fevereiro de 1934 |         | I Oliveira Salazar                                                                    |
| –                                        | Manuel Rodrigues Júnior (interino) (1889–1946) |                         | 20 de fevereiro de 1934 | 8 de março de 1934      |         | I Oliveira Salazar                                                                    |
| –                                        | Armindo Rodrigues de Sttau Monteiro (continuação) (1896–1955) |                         | 8 de março de 1934      | 11 de maio de 1935      |         | I Oliveira Salazar                                                                    |
| 164                                      | José Silvestre Ferreira Bossa (1894–1970) |                         | 11 de maio de 1935      | 18 de janeiro de 1936   |         | I Oliveira Salazar                                                                    |
| 165                                      | Francisco José Vieira Machado (1898–1972) |                         | 18 de janeiro de 1936   | 11 de julho de 1938     |         | II Oliveira Salazar                                                                   |
| –                                        | Manuel Rodrigues Júnior (interino) (1889–1946) |                         | 11 de julho de 1938     | 27 de setembro de 1938  |         | II Oliveira Salazar                                                                   |
| –                                        | Francisco José Vieira Machado (continuação) (1898–1972) |                         | 27 de setembro de 1938  | 17 de junho de 1939     |         | II Oliveira Salazar                                                                   |
| –                                        | Manuel Rodrigues Júnior (interino) (1889–1946) |                         | 17 de junho de 1939     | 12 de setembro de 1939  |         | II Oliveira Salazar                                                                   |
| –                                        | Francisco José Vieira Machado (continuação) (1898–1972) |                         | 12 de setembro de 1939  | 6 de junho de 1942      |         | II Oliveira Salazar                                                                   |
| –                                        | Francisco José Caeiro (interino) (1890–1956) |                         | 6 de junho de 1942      | 5 de janeiro de 1943    |         | II Oliveira Salazar                                                                   |
| –                                        | Francisco José Vieira Machado (continuação) (1898–1972) |                         | 5 de janeiro de 1943    | 6 de setembro de 1944   |         | II Oliveira Salazar                                                                   |
| 166                                      | Marcelo José das Neves Alves Caetano (1906–1980) |                         | 6 de setembro de 1944   | 9 de junho de 1945      |         | II Oliveira Salazar                                                                   |
| –                                        | Américo Deus Rodrigues Tomás (interino) (1894–1987) |                         | 9 de junho de 1945      | 14 de novembro de 1945  |         | II Oliveira Salazar                                                                   |
| –                                        | Marcelo José das Neves Alves Caetano (continuação) (1906–1980) |                         | 14 de novembro de 1945  | 4 de fevereiro de 1947  |         | II Oliveira Salazar                                                                   |
| 167                                      | Teófilo Duarte (1898–1958) |                         | 4 de fevereiro de 1947  | 2 de agosto de 1950     |         | II Oliveira Salazar                                                                   |
| #                                        | Ministro do Ultramar (Nascimento–Morte) | Retrato                 | Início do mandato       | Fim do mandato          |         | II Oliveira Salazar                                                                   |
| 168                                      | Manuel Maria Sarmento Rodrigues (1899–1979) |                         | 2 de agosto de 1950     | 7 de julho de 1955      |         | II Oliveira Salazar                                                                   |
| 169                                      | Raul Jorge Rodrigues Ventura (1919–1999) |                         | 7 de julho de 1955      | 14 de agosto de 1958    |         | II Oliveira Salazar                                                                   |
| 170                                      | Vasco Lopes Alves (1898–1976) |                         | 14 de agosto de 1958    | 16 de junho de 1959     |         | II Oliveira Salazar                                                                   |
| –                                        | Fernando de Quintanilha e Mendonça Dias (interino) (1898–1992) |                         | 16 de junho de 1959     | 23 de julho de 1959     |         | II Oliveira Salazar                                                                   |
| –                                        | Vasco Lopes Alves (continuação) (1898–1976) |                         | 23 de julho de 1959     | 13 de abril de 1961     |         | II Oliveira Salazar                                                                   |
| 171                                      | Adriano José Alves Moreira (1922–2022) |                         | 13 de abril de 1961     | 4 de dezembro de 1962   |         | II Oliveira Salazar                                                                   |
| 172                                      | António Augusto Peixoto Correia (1913–1988) |                         | 4 de dezembro de 1962   | 19 de março de 1965     |         | II Oliveira Salazar                                                                   |
| 173                                      | Joaquim Moreira da Silva Cunha (1920–2014) |                         | 19 de março de 1965     | 7 de novembro de 1973   |         | II Oliveira Salazar                                                                   |
| 173                                      | Joaquim Moreira da Silva Cunha (1920–2014) | III Caetano             | 19 de março de 1965     | 7 de novembro de 1973   |         |                                                                                       |
| 174                                      | Baltasar Leite Rebelo de Sousa (1921–2002) |                         | 7 de novembro de 1973   | 25 de abril de 1974     |         |                                                                                       |
| Terceira República (1974–presente)       | |                         |                         |                         |         |                                                                                       |
| #                                        | Ministro do Ultramar (Nascimento–Morte) | Retrato                 | Início do mandato       | Fim do mandato          | Governo | Governo                                                                               |
| Junta de Salvação Nacional (1974)        | |                         |                         |                         |         |                                                                                       |
| –                                        | Junta de Salvação Nacional composta por: António Sebastião Ribeiro de Spínola (Presidente) Francisco da Costa Gomes Jaime Silvério Marques Manuel Diogo Neto Carlos Galvão de Melo José Baptista Pinheiro de Azevedo António Alva Rosa Coutinho |                         | 25 de abril de 1974     | 16 de maio de 1974      |         | ——                                                                                    |
| Governos Provisórios (1974–1976)         | |                         |                         |                         |         |                                                                                       |
| #                                        | Ministro da Coordenação Interterritorial (Nascimento–Morte) | Retrato                 | Início do mandato       | Fim do mandato          | Governo | Governo                                                                               |
| 175                                      | António de Almeida Santos (1926–2016) |                         | 16 de maio de 1974      | 8 de agosto de 1975     |         | I Prov. Palma Carlos                                                                  |
| 175                                      | António de Almeida Santos (1926–2016) | II Prov. Gonçalves      | 16 de maio de 1974      | 8 de agosto de 1975     |         |                                                                                       |
| 175                                      | António de Almeida Santos (1926–2016) | III Prov. Gonçalves     | 16 de maio de 1974      | 8 de agosto de 1975     |         |                                                                                       |
| 175                                      | António de Almeida Santos (1926–2016) | IV Prov. Gonçalves      | 16 de maio de 1974      | 8 de agosto de 1975     |         |                                                                                       |
| #                                        | Pasta da Descolonização | Retrato                 | Início do mandato       | Fim do mandato          | Governo | Governo                                                                               |
| –                                        | Serviços integrados na Presidência do Conselho de Ministros sob alçada do primeiro-ministro (ver: Anexo:Lista de chefes de governo de Portugal)                                                                                                 |                         | 8 de agosto de 1975     | 26 de setembro de 1975  |         | V Prov. Gonçalves                                                                     |
| #                                        | Ministro da Cooperação (Nascimento–Morte) | Retrato                 | Início do mandato       | Fim do mandato          | Governo | Governo                                                                               |
| 176                                      | Vítor Manuel Trigueiros Crespo (1932–2014) |                         | 26 de setembro de 1975  | 23 de julho de 1976     |         | VI Prov. Pinheiro de Azevedo                                                          |
| Governos Constitucionais (1976-Presente) | |                         |                         |                         |         |                                                                                       |
| –                                        | Cargo vago |                         | 23 de julho de 1976     | 10 de setembro de 1976  |         | I Soares                                                                              |